# Muros de Nalón
Muros de Nalón ist eine Gemeinde in der autonomen Region Asturien, im Norden Spaniens. Im Norden begrenzt vom Kantabrischen Meer, im Süden von Pravia, im Westen von Cudillero  und im Osten von Soto del Barco.

## Geschichte
Wie in ganz Asturien sind auch hier Funde aus der Steinzeit ein Beleg für die lange Besiedelung der gesamten Region. Speziell entlang des rio Nalon wurde bereits in grauer Vorzeit Gold und andere Materialien abgebaut.

## Wirtschaft
In erster Linie ist die Fischwirtschaft nach wie vor der Hauptarbeitgeber der Region. In zunehmendem Maße ist sicherlich der Tourismus eine der zukunftsträchtigsten Sparten. Die regionalen mittelständischen Betriebe sind überwiegend im Bau- und Transportgewerbe angesiedelt. Die Hauptarbeitgeber liegen in den Industriegebieten im nahegelegenen Avilés.
| | Beschäftigte | Anteil in Prozent |
| --- | ------------ | ----------------- |
| Gesamt | 360          | 100               |
| Ackerbau, Viehzucht und Fischerei                                                                              | 7            | 1,94              |
| Industrie | 44           | 12,22             |
| Bauwirtschaft                                                                                                  | 55           | 15,28             |
| Dienstleistungsbetriebe                                                                                        | 254          | 70,56             |
| * Daten aus dem Statistischen Amt für Wirtschaftliche Entwicklung in Asturien, Stand 2009 (PDF; 113 kB), SADEI |              |                   |

## Bevölkerungsentwicklung
Quelle: INE-Archiv – grafische Aufarbeitung für Wikipedia

## Politik
| Amtszeit    | Bürgermeister                   | Partei |
| ----------- | ------------------------------- | ------ |
| 1979 – 1983 | Severino Fidalgo Arnaldo        | CD     |
| 1983 – 1984 | José Manuel Alonso Delgado      | PSOE   |
| 1984 – 1987 | Laureano Díaz de la Noval       | AP     |
| 1987 – 2004 | José Manuel Alonso Delgado      | PSOE   |
| 2004 – 2…   | María del Carmen Arango Sánchez | PSOE   |

| Historische Entwicklung des Gemeinderates von Muros de Nalón | Historische Entwicklung des Gemeinderates von Muros de Nalón | Historische Entwicklung des Gemeinderates von Muros de Nalón | Historische Entwicklung des Gemeinderates von Muros de Nalón | Historische Entwicklung des Gemeinderates von Muros de Nalón | Historische Entwicklung des Gemeinderates von Muros de Nalón | Historische Entwicklung des Gemeinderates von Muros de Nalón | Historische Entwicklung des Gemeinderates von Muros de Nalón | Historische Entwicklung des Gemeinderates von Muros de Nalón | Historische Entwicklung des Gemeinderates von Muros de Nalón | Historische Entwicklung des Gemeinderates von Muros de Nalón |
| ------------------------------------------------------------ | ------------------------------------------------------------ | ------------------------------------------------------------ | ------------------------------------------------------------ | ------------------------------------------------------------ | ------------------------------------------------------------ | ------------------------------------------------------------ | ------------------------------------------------------------ | ------------------------------------------------------------ | ------------------------------------------------------------ | ------------------------------------------------------------ |
| Partei                                                       | 1979                                                         | 1983                                                         | 1987                                                         | 1991                                                         | 1995                                                         | 1999                                                         | 2003                                                         | 2007                                                         | 2011                                                         | 2015                                                         |
| PSOE                                                         | 3                                                            | 5                                                            | 7                                                            | 8                                                            | 7                                                            | 8                                                            | 7                                                            | 5                                                            | 5                                                            | 6                                                            |
| FAC                                                          |                                                              |                                                              |                                                              |                                                              |                                                              |                                                              |                                                              |                                                              | 2                                                            |                                                              |
| IU / IU-BA / IU-Los Verdes                                   |                                                              |                                                              |                                                              |                                                              | 1                                                            |                                                              |                                                              |                                                              | 1                                                            | 2                                                            |
| CD / AP / PP                                                 | 4                                                            | 4                                                            | 3                                                            | 3                                                            | 3                                                            | 1                                                            | 1                                                            | 1                                                            | 1                                                            | 1                                                            |
| UCD / CDS                                                    | 3                                                            |                                                              | 1                                                            |                                                              |                                                              |                                                              |                                                              |                                                              |                                                              |                                                              |
| C SXXI                                                       |                                                              |                                                              |                                                              |                                                              |                                                              | 2                                                            | 3                                                            | 3                                                            |                                                              |                                                              |
| Parteilose                                                   | 1                                                            | 2                                                            |                                                              |                                                              |                                                              |                                                              |                                                              |                                                              |                                                              |                                                              |
| Total                                                        | 11                                                           | 11                                                           | 11                                                           | 11                                                           | 11                                                           | 11                                                           | 11                                                           | 9                                                            | 9                                                            | 9                                                            |

## Sehenswürdigkeiten
- Palacio de Valdecarzana y Vallehermoso aus dem 15. Jahrhundert
- Plaza del marques de Muros den schon Carlos I. als Marktplatz autorisierte
- Pfarrkirche Santa María

## Regelmäßige Veranstaltungen
- In Muros: „San Antonio“, lokales Fest ab 13. Juni
- In San Esteban: „Virgen del Carmen“, mit Schiffsprozession am 16. Juli

## Parroquias
Die Gemeinde ist in zwei Parroquias unterteilt:
- Muros de Nalón
- San Esteban de Pravia